# Semiothisa triviata
Semiothisa triviata là một loài bướm đêm trong họ Geometridae.